# Шопрон (Хорватія)
46°07′ пн. ш. 16°28′ сх. д. / 46.12° пн. ш. 16.46° сх. д.
Шопрон (хорв. Šopron) — населений пункт у Хорватії, в Копривницько-Крижевецькій жупанії у складі громади Кальник.

## Населення
Населення за даними перепису 2011 року становило 162 осіб.
Динаміка чисельності населення поселення: